# 前庄遗址 (平陆县)
前庄遗址，位于山西省运城市平陆县坡底乡崖底村前庄自然村南黄河北岸，是中华人民共和国山西省文物保护单位之一。
2004年6月10日，授予山西省文物保护单位，是一座古遗址。